# Saša Bjelanović
Saša Bjelanović (Zadar, 11. lipnja 1979.), je hrvatski umirovljeni nogometaš. Trenutačno radi kao sportski direktor Istre 1961.
Nastupio je za mladu reprezentaciju Hrvatske za vrijeme juniorskog Svjetskog prvenstva 1999., te u jedinom nastupu postigao pogodak. Za A-vrstu debitirao je u veljači 2005. protiv Izraela ( 3:3 ), ušavši s klupe. Još je bio u fokusu reprezentacije na kvalifikacijskim ogledima za SP u Njemačkoj, protiv Islanda i Malte. 
Igrao je za Zadar, a nakon neuspjeha u Dinamu odigrao je sezonu u Pulskoj Istri. Nakon ispadanja Istre u drugu ligu prelazi u Varteks. Zatim je započela njegova talijanska avantura. Preko Coma, Genoe, Chieva, Leccea do Ascolija. Nakon ispadanja Ascolija u Serie B Bjelanović odlazi u Torino no tamo nije dobio pravu priliku te 2008. prelazi u drugoligaša Vicenzu.
U lipnju 2010. je prešao u rumunjskog prvaka Cluja za 900.000 eura. Nakon jedne sezone u Cluju, vraća se u Italiju, u Atalantu pa u Veronu da bi se opet u sezoni 2012./13. vratio u Cluj.
U ljeto 2013. potpisuje za talijanski Varese.
Nakon odrađene sezone u Vareseu u ljeto 2014. potpisuje za talijanskog niželigaša Messina, ali tamo ostaje samo jednu polusezonu. U prosincu 2014. potpisuje za Pordenone. U ljeto 2015. godine odlazi u igračku mirovinu.

## Vanjske poveznice
- Saša Bjelanović  Arhivirana inačica izvorne stranice od 7. studenoga 2012. (Wayback Machine) (en.)
- Saša Bjelanović (en.)
- Saša Bjelanović (en.)